# Jean Dullaert
Jean Dullaert, professeur et 
philosophe, né à Gand en 1471, décédé à Paris, le 19 septembre 1513. 

## Biographie
A l'âge de quatorze ans, il est envoyé à l'université de Paris, et y fait ses études philosophiques sous la direction de John Mair. 
Maître ès arts, il est chargé du cours de philosophie, au collége de Beauvais où il a pour disciple Jean Louis Vivès et le futur cardinal Juan Martínez Silíceo. 
Il retourne à Gand, où il est accusé de trahison envers sa patrie et revient mourir à Paris. 

## Ouvrages
On a de lui, Questiones Joannis de Gandavo super tres libros de Anima Aristotelis, édité par  J. Campagna, publié le 29 janvier 1507.
Il donne en 1509, toujours à Paris, une édition des Questions sur la Physique composée par le Philosophe de Béthune, Jean Buridan.
On connaît encore de lui In Arisiotelis libros péri Hermenias commentaria ; Questiones super octo libros physicorum, Aristotelis necnon super libros de Cœlo et Mundo.
A titre posthume, sont publiées en 1521 à  Paris, chez Michel Lesclencher et Bernard Aubry, deux essais de Dullaert, un Tractatus Terminorumm et  Questiones in praedicabilia porphyrii'.
On trouve également, de Johannes de Gand ou Gandavensis (ou l'éditeur l'a-t-il confondu avec Jean de Jandun), un Quaestiones, super Paruis naturalibus,

## Sources
- Biographie nationale de Belgique, volume 6, année 1878, page 173, lire en ligne :

1. ↑  Tractatus terminorum magistri Ioannis dullaert a Gandauo hactenus desideratus, sueq[ue] integritati restitutus par Bernardo Aubry eiusdem vniuersitatis librario iurato, sub signo diui martini via iacobea, 1521
2. ↑  Ioan Gandauensis, Quaestiones, super Paruis naturalibus, cum Marci Antonii Zimarae De movente et moto, ad Aristotelis & Averrois intentionem, absolutissima quaestione, ac variis margineis scholiis hinc inde ornatae. Nunc denuo per Albratium Apulum, édité en 1557, par Hieronymum Scotum, à lire en ligne ici :